# Eucosmophora melanactis
Eucosmophora melanactis là một loài bướm đêm thuộc họ Gracillariidae. Nó được tìm thấy ở Guyana.
Chiều dài cánh trước của con đực là 3,5 mm.